# Nadwiślański mrok
Nadwiślański mrok – trzeci album studyjny polskiego piosenkarza Michała Szpaka. Wydawnictwo ukazało się 24 listopada 2023 nakładem wytwórni muzycznej Warner Music Poland.
Album jest utrzymany w stylu muzyki pop-rock. Składa się z wersji standardowej (1 CD) i płyty analogowej (1 LP).
Płyta zadebiutowała na 35. miejscu polskiej listy sprzedaży – OLiS.
Nagrania były promowane singlami: „Hiob”, „Warszawianka (mrok)”, „We Need a Coco”, „Smutek (a może mniej)” i „Bondage”.

## Lista utworów
Opracowano na podstawie materiału źródłowego.
| Nadwiślański mrok – Wersja standardowa | Nadwiślański mrok – Wersja standardowa | Nadwiślański mrok – Wersja standardowa                                           | Nadwiślański mrok – Wersja standardowa                                                       | Nadwiślański mrok – Wersja standardowa |
| Nr                                     | Tytuł utworu                           | Słowa                                                                            | Muzyka                                                                                       | Długość                                |
| -------------------------------------- | -------------------------------------- | -------------------------------------------------------------------------------- | -------------------------------------------------------------------------------------------- | -------------------------------------- |
| 1.                                     | „Intro I”                              | Michał Szpak                                                                     | Michał Lange                                                                                 | 2:17                                   |
| 2.                                     | „Intro II”                             | Michał Szpak                                                                     | Michał Szpak, Adrianna Rosińska, Marcin Makowiec, Michał Pańszczyk                           | 2:43                                   |
| 3.                                     | „Gaja”                                 | Michał Szpak, Paweł Swiernalis, Adrianna Rosińska, Michał Pańszczyk              | Michał Szpak, Michał Lange, Szymon Frankowski, Jacek Długosz, Piotr Bolanowski, Anna Tkaczyk | 4:58                                   |
| 4.                                     | „We Need a Coco”                       | Katarzyna Stankiewicz                                                            | Michał Szpak, Michał Lange, Marcin Makowiec, Michał Pańszczyk                                | 4:38                                   |
| 5.                                     | „Smutek (a może mniej)”                | Michał Szpak, Martyna Majewska                                                   | Michał Szpak, Michał Lange, Marcin Makowiec                                                  | 6:00                                   |
| 6.                                     | „Cleopatra”                            | Michał Szpak, Michał Lange, Adrianna Rosińska, Marcin Makowiec, Michał Pańszczyk | Michał Szpak, Michał Lange, Adrianna Rosińska, Marcin Makowiec, Michał Pańszczyk             | 4:46                                   |
| 7.                                     | „Warszawianka (mrok)”                  | Michał Szpak, Adrianna Rosińska, Michał Pańszczyk, Jarosław Jaruszewski          | Michał Szpak, Michał Lange, Marcin Makowiec                                                  | 4:04                                   |
| 8.                                     | „Jowiszja”                             | Michał Szpak, Katarzyna Zielińska                                                | Michał Szpak, Michał Lange, Adrianna Rosińska, Marcin Makowiec, Michał Pańszczyk             | 5:48                                   |
| 9.                                     | „Bondage”                              | Katarzyna Stankiewicz                                                            | Michał Szpak, Michał Lange, Marcin Makowiec, Michał Pańszczyk                                | 4:30                                   |
| 10.                                    | „Hiob”                                 | Michał Szpak                                                                     | Michał Szpak                                                                                 | 3:43                                   |
| 11.                                    | „Gaja genesis”                         | Michał Szpak, Paweł Swiernalis, Adrianna Rosińska, Michał Pańszczyk              | Michał Szpak, Michał Lange, Adrianna Rosińska, Marcin Makowiec, Michał Pańszczyk             | 4:25                                   |
| 12.                                    | „Smutek”                               | Michał Szpak, Michał Lange, Marcin Makowiec                                      | Michał Szpak                                                                                 | 6:37                                   |
|                                        |                                        |                                                                                  |                                                                                              | 54:29                                  |

Uwagi:
- W utworze „Jowiszja” tytuł piosenki jest stylizowany na „JowiszJa”.

## Promocja

### Love is Love Tour
Opracowano na podstawie materiału źródłowego.
| Data              | Miejscowość | Obiekt          |
| ----------------- | ----------- | --------------- |
| 27 listopada 2023 | Kraków      | Kwadrat         |
| 29 listopada 2023 | Gdańsk      | Drizzly Grizzly |
| 30 listopada 2023 | Warszawa    | Palladium       |

## Pozycje na listach sprzedaży

### Pozycje na listach tygodniowych
| Kraj   | Lista (2023–25)         | Najwyższa pozycja |
| ------ | ----------------------- | ----------------- |
| Polska | OLiS – albumy           | 35                |
| Polska | OLiS – albumy fizycznie | 19                |
| Polska | OLiS – albumy – winyle  | 4                 |